# Dreistufige Volksgesetzgebung
Als dreistufige Volksgesetzgebung bezeichnet man alle Verfahren der Volksgesetzgebung, durch die das Volk ein Gesetz mittels dreier Schritte beschließen kann.

## Allgemein
- Die Volksinitiative stellt den Auftakt des dreistufigen Volksgesetzgebungsverfahrens dar. Hier muss für einen Gesetzentwurf eine bestimmte verhältnismäßig geringe Anzahl von Unterschriften frei gesammelt werden, um eine Befassung des Parlamentes und eine Zulassung zum Volksbegehren zu erreichen.
- Beim Volksbegehren muss innerhalb einer bestimmten Frist eine bestimmte deutlich höhere Anzahl von Stimmbürgern ihre Unterstützung für das Anliegen des Volksbegehrens kundtun, damit das Volksbegehren in das Parlament eingebracht wird. Dies kann durch freie Unterschriftensammlung, durch Amtseintragung auf Listen oder als Kombination von beidem erfolgen.
- Zum abschließenden Volksentscheid, der in der Regel auf eine Ablehnung des Volksbegehrens folgt, sind alle Stimmbürger aufgerufen sich an der Abstimmung über den Gesetzentwurf zu beteiligen, um diesen anzunehmen oder abzulehnen.

## Deutschland
- Die meisten deutschen Bundesländer verfügen über dreistufige Volksgesetzgebung. In manchen heißt die erste Stufe jedoch im Gesetzestext nicht „Volksinitiative“, sondern „Antrag auf Zulassung eines Volksbegehrens“.
- Die meisten und meistbeachteten für die Bundesebene diskutierte Vorschläge für eine Volksgesetzgebung sind ebenfalls dreistufig.
- In der Weimarer Republik gab es ein Verfahren der Volksgesetzgebung, das zwischen drei- und zweistufiger Volksgesetzgebung anzusiedeln ist: Die erste Stufe, der „Antrag auf Zulassung eines Volksbegehrens“ erforderte lediglich 5.000 Unterschriften oder eine   Organisation, deren Vorstand eine Unterstützerschaft von 100.000 glaubhaft machen konnte.